# Comète d'antimatière

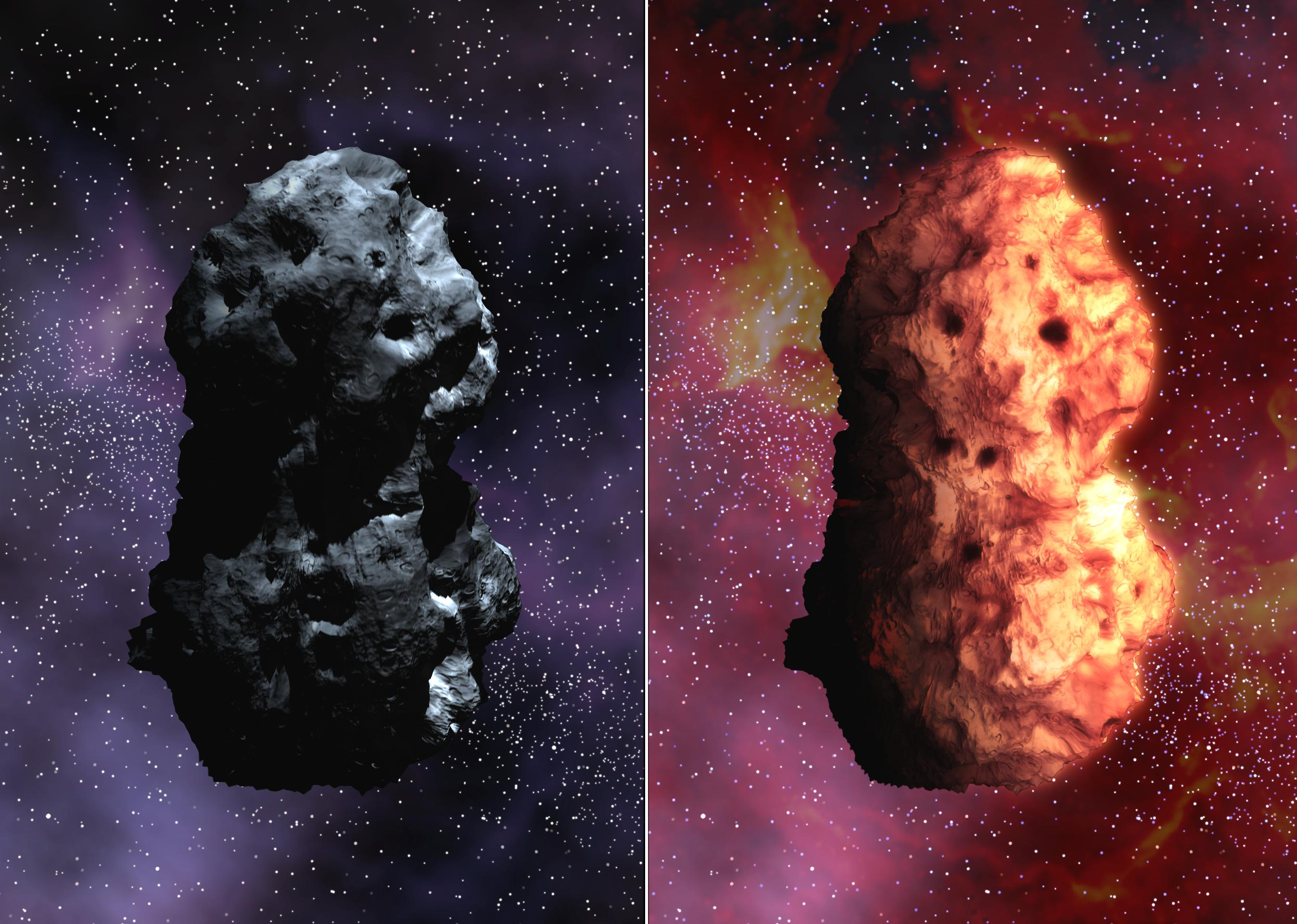
Vue d'artiste de la comète « ordinaire »Tempel 1 en lumière visible (à gauche) et en infrarouges (à droite).

Une comète d'antimatière ou météoroïde d'antimatière est une comète ou un météoroïde qui serait composé d'antimatière au lieu de la matière ordinaire. L'existence de tels objets demeure aujourd'hui pleinement hypothétique, ceux-ci n'ayant jamais été observés et leur présence dans la Voie lactée étant improbable. Cependant si l'existence de ces objets était avérée, ils permettraient d'expliquer différents phénomènes naturels observés au fil des années.

## Histoire
Lors du Big Bang, matière et antimatière auraient été créées en proportions équivalentes. Une légère asymétrie entre la matière et l'antimatière aurait engendré un surplus relatif de matière de l'ordre de une partie pour un milliard par rapport à l'antimatière. Puisque l'intégralité de la masse impliquée lors du contact de la matière et de l'antimatière est transformée en énergie, l'antimatière originelle aurait complètement disparu de l'univers lors des premiers instants de ce dernier. Cependant, des vestiges pourraient avoir « survécu » sous forme de comètes ou météoroïdes n'ayant toujours pas interagi avec de la matière. 
L'hypothèse de l'existence de comètes d'antimatière est soulevée en 1940 par le physicien Vladimir Rojansky (en) dans l'article The Hypothesis of the Existence of Contraterrene Matter. Il aborde, notamment, la possible existence de matière « contraterrène (en) », c'est-à-dire d'antimatière. D'après lui, ces objets seraient originaires d'en dehors du Système solaire. Toujours selon Rojansky, si une de ces comètes était présente dans le Système solaire, celle-ci aurait le même comportement que les comètes observées dans les années 1940 : au fur et à mesure de l'annihilation de ses atomes avec la matière « terrène » du milieu interstellaire et du vent solaire, ils généreraient des composés volatils et subiraient un changement de composition vers des éléments de masse atomique plus faible. À partir de cela, Rojansky suggère que plusieurs objets identifiés comme étant des comètes sont en réalité des corps composés d'antimatière. En se fondant sur des calculs faisant appel à la loi de Stefan-Boltzmann, il estime alors qu'il serait possible de déterminer l'existence de ces objets en mesurant leur température. Un objet d'antimatière qui subirait un niveau normal de bombardement météoritique (d'après les estimations des années 1940) et qui absorberait la moitié de l'énergie générée par l'annihilation de la matière et de l'antimatière aurait une température de 120 K (environ −150 °C) en se fondant sur des calculs de Charles Wylie (en), ou de 1 200 K (un peu plus de 900 °C) d'après les calculs de Harvey H. Nininger (en). 
En 1947, Mohammad Abdur Rahman Khan, professeur à l'université Osmania et associé de recherche à l'Institut de Meteoretics à l'université du Nouveau-Mexique, avance l'hypothèse que les comètes d'antimatière sont la cause de la création de tectites. Toutefois, cette explication est considérée comme l'une des plus improbables.
Dans les années 1950, les spéculations sur les météorites d'antimatière sont un exercice courant chez les astrophysiciens. Philip J. Wyatt, de l'université de Floride, suggère que l'événement de la Toungouska de 1908 pourrait avoir été créé par un météore fait d'antimatière,. Quelques années plus tard, en 1965, Willard Libby et Clyde Cowan approfondissent l'hypothèse, étudiant notamment les niveaux mondiaux de carbone 14 dans trois couches et trouvant un taux anormalement élevé pour l'année 1909. L'hypothèse présente cependant plusieurs faiblesses.
En 1971, David Ashby et Colin Whitehead émettent l'hypothèse que des fragments de comètes d'antimatière pourraient expliquer le phénomène de foudre en boule. Ils ont observé le ciel avec un appareil de détection de rayons gamma et en ont relevé un nombre anormalement élevé à 511 keV, qui correspond à l'énergie des rayons gamma issus d'une collision entre un électron et un positron. Ce rayonnement peut être causé par d'autres phénomènes naturels, tels des orages, mais Ashby et Whitehead ont noté qu'il n'y avait pas d'orages présents quand les observations de rayons gamma ont été faites.
L'observation de la comète Kohoutek amène Rojansky à relancer l'hypothèse des comètes d'antimatière dans une lettre publiée par les Physical Review Letters à la fin de l'année 1973. Le scientifique russe suggère d'observer la comète en rayons gamma afin de tester cette hypothèse,.
En 1987, Martin Beech, de l'Université de Western Ontario, critique l'hypothèse de l'existence de comètes d'antimatière. Il commente la formule de Papaelias sur la « relation vitesse - hauteur de météores d'antimatière » et fait valoir que, s'ils existent, les comètes et météroïdes d'antimatière doivent être (au moins) d'origine extrasolaire en raison de l'hypothèse de la nébuleuse. Ainsi, toute l'antimatière dans une telle nébuleuse, ou disque d'accrétion planétaire, aurait une durée de vie relativement courte, astronomiquement parlant, avant son anéantissement. Cette durée de vie est estimée à des centaines d'années, et donc toute l'antimatière solaire, présente au moment où le système a été formé, aura depuis longtemps été anéantie. Toutes les comètes et les météorites d'antimatière devraient donc venir d'un système extrasolaire d'antimatière.